# Kostlín obrovský
Kostlín obrovský (Atractosteus spatula) je dravá sladkovodní ryba žijící na dolním toku Mississippi a v jeho přítocích, zdržuje se také při mořském pobřeží. Kostlín patří mezi velmi starobylé druhy, jeho vzhled se nezměnil od druhohor.

## Popis
Má ganoidní šupiny: jeho tělo je pokryto krunýřem složeným z kosočtverečných plátů (domorodci používali ostré a tvrdé šupiny jako hroty šípů). Tlama kostlína je rozšířená jako lžíce a opatřená ostrými zuby; pro jeho podobnost s aligátorem se mu anglicky říká alligator gar. Ryba má žábry, ale dokáže také dýchat vzdušný kyslík. Kořist loví tak, že se nehybně vznáší ve vodě a překvapivě zaútočí — mohutná ocasní ploutev jí umožňuje vyvinout značnou rychlost. Kromě menších ryb se živí také vodním ptactvem. Kostlíni mohou dorůstat až třímetrové délky, nejtěžší oficiálně zvážený exemplář měl 148 kg a jeho stáří bylo odhadnuto na více než padesát let. Při době páření se jim mění zbarvení, a na povrchu těla se jim tvoří černé tečky.
Kostlín je vyhlášená sportovní ryba, loví se také na maso. Bývá často chována ve výstavních nádržích. Jikry kostlína jsou pro člověka smrtelně jedovaté.
Na svých cestách ji chytil i Jakub Vágner

## Galerie

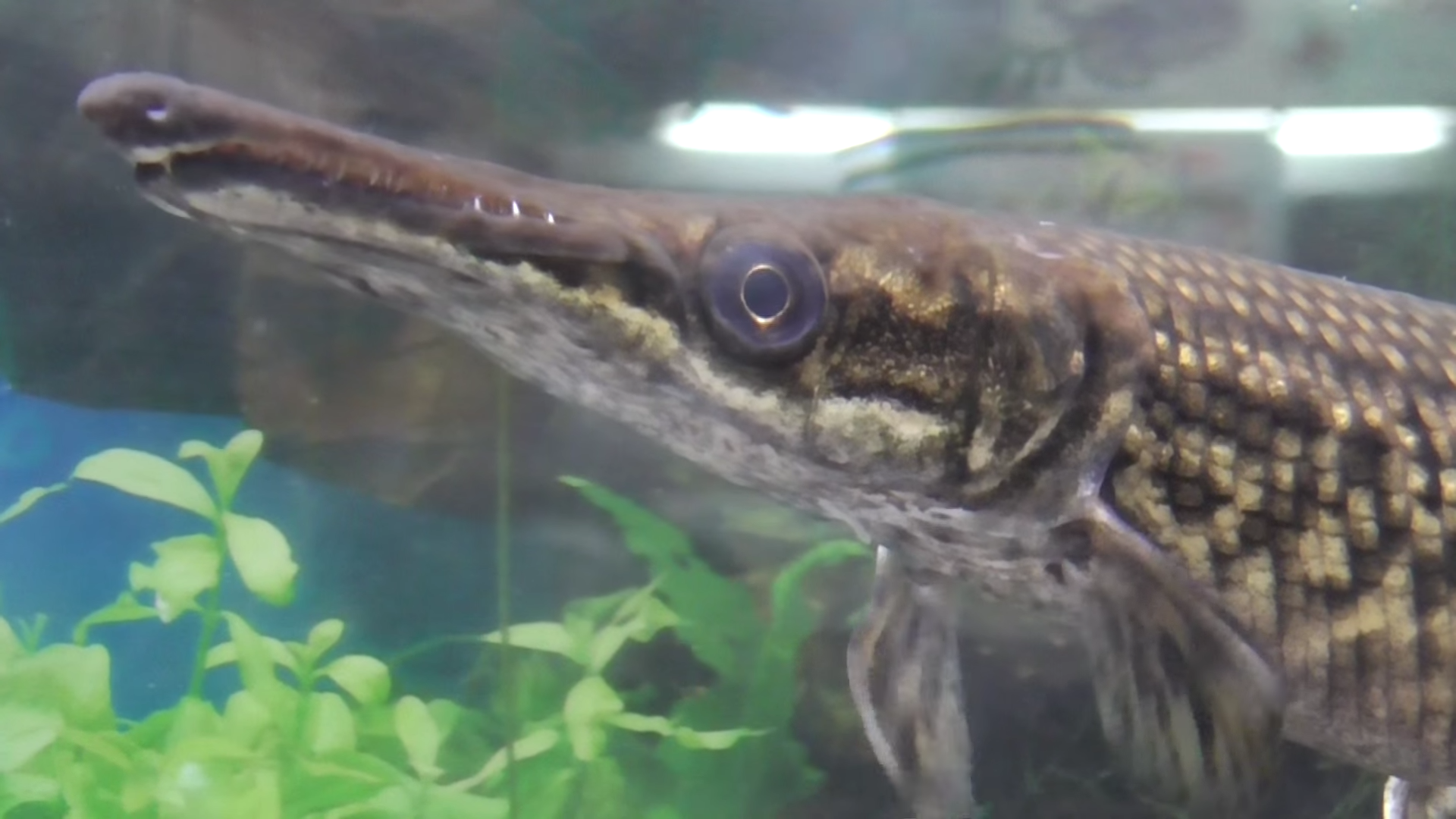
Atractosteus spatula
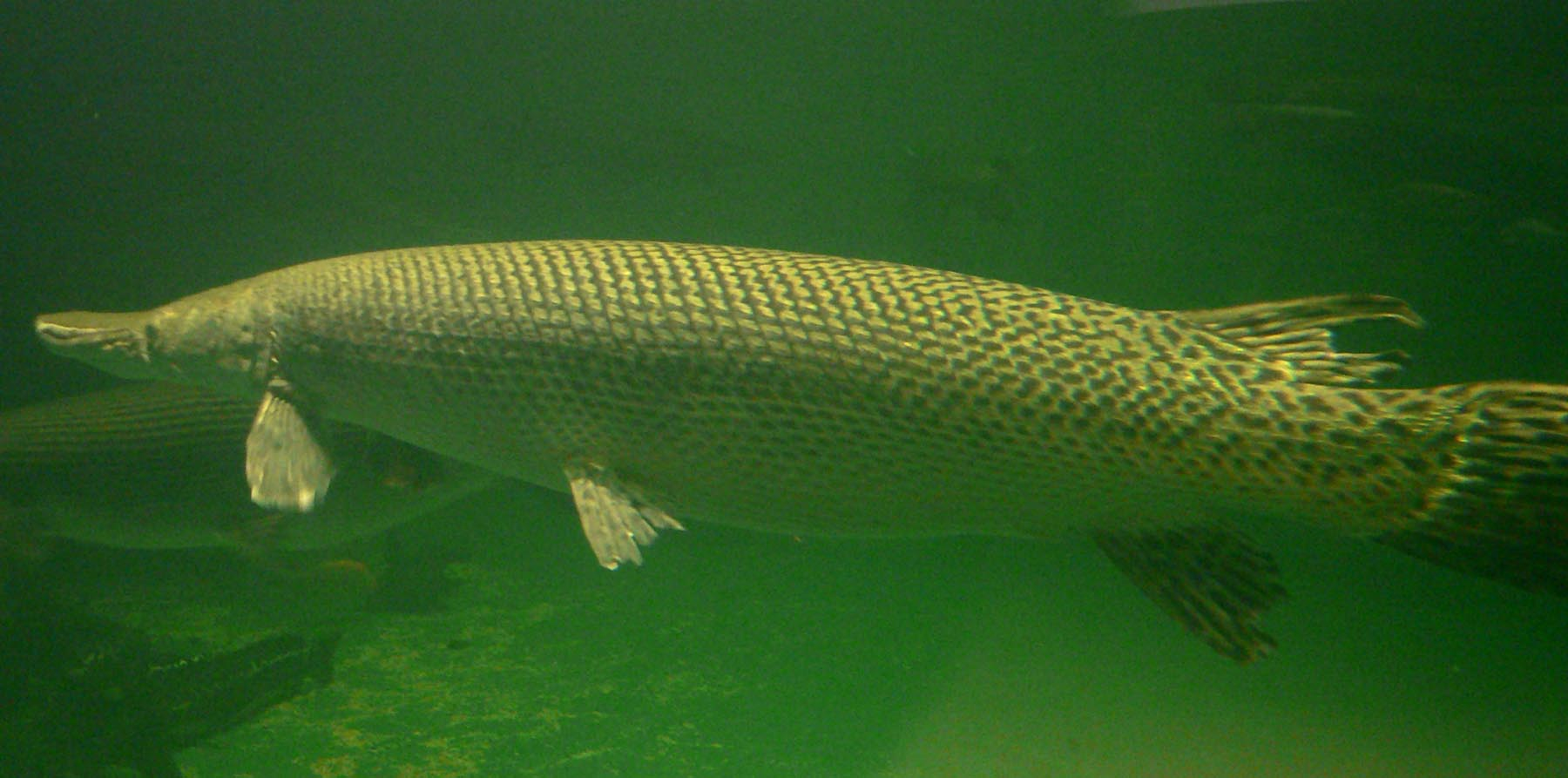
Atractosteus spatula
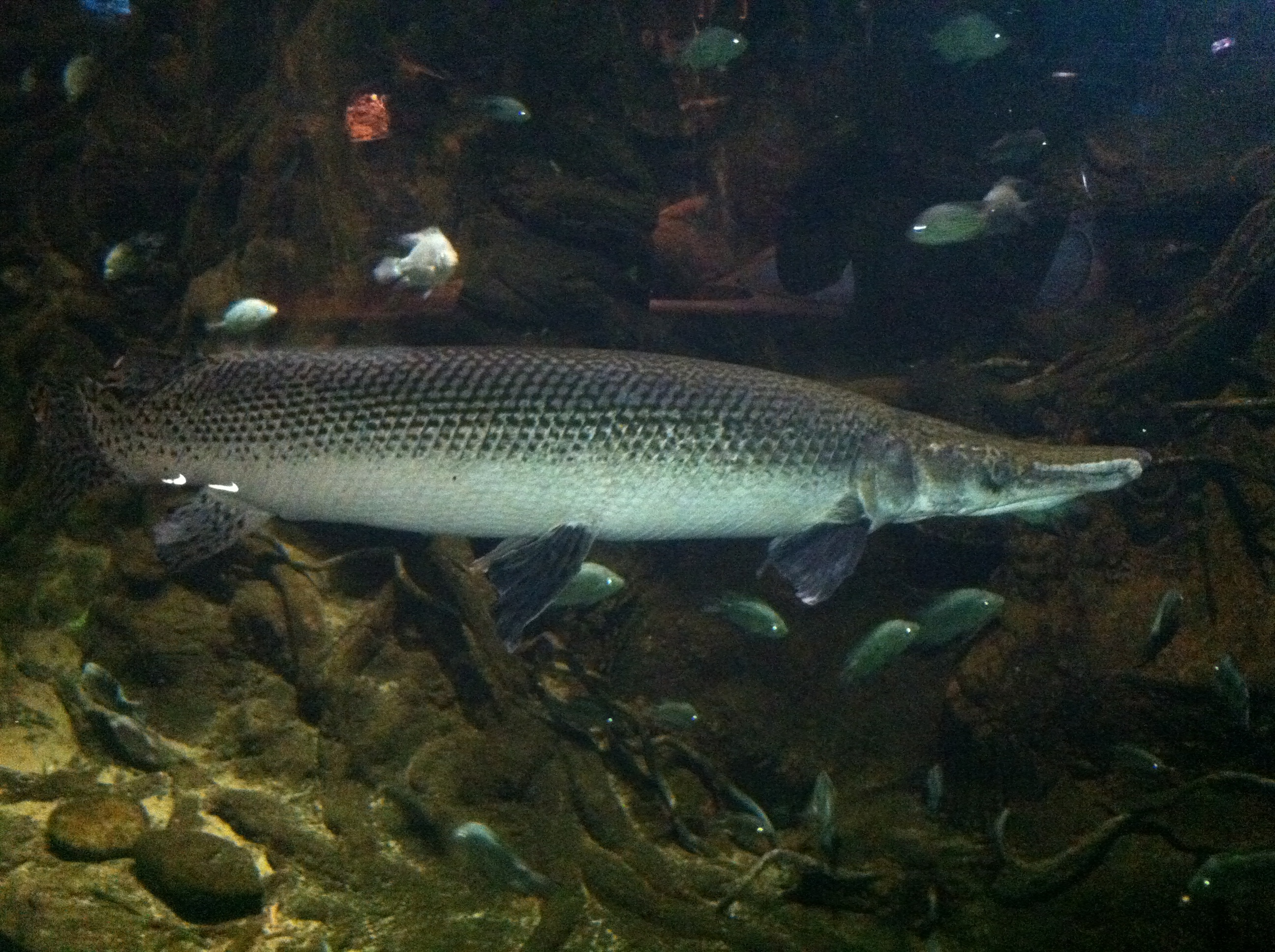
Atractosteus spatula
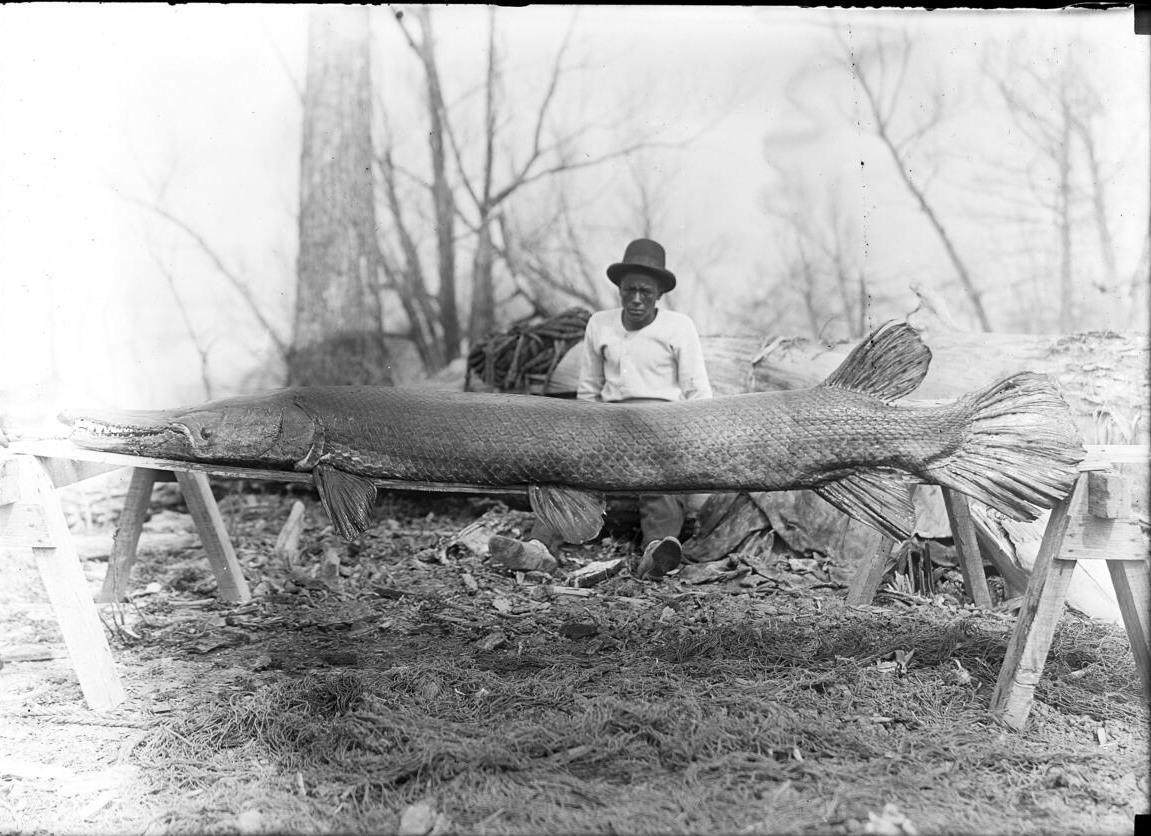
Atractosteus spatula
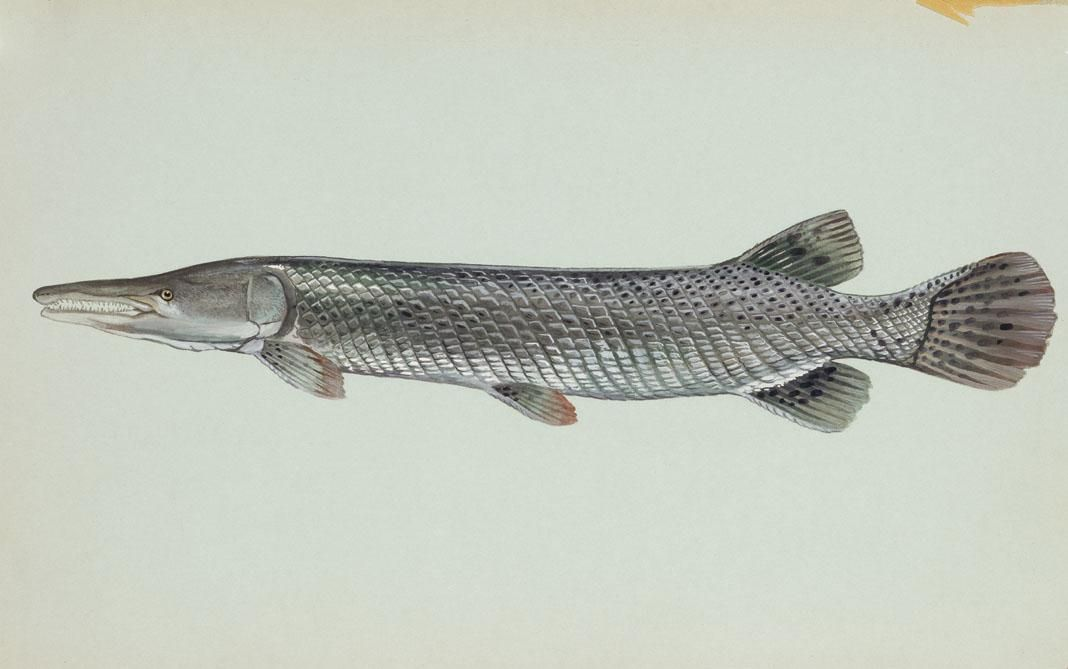
Atractosteus spatula